# تجويف ستافني

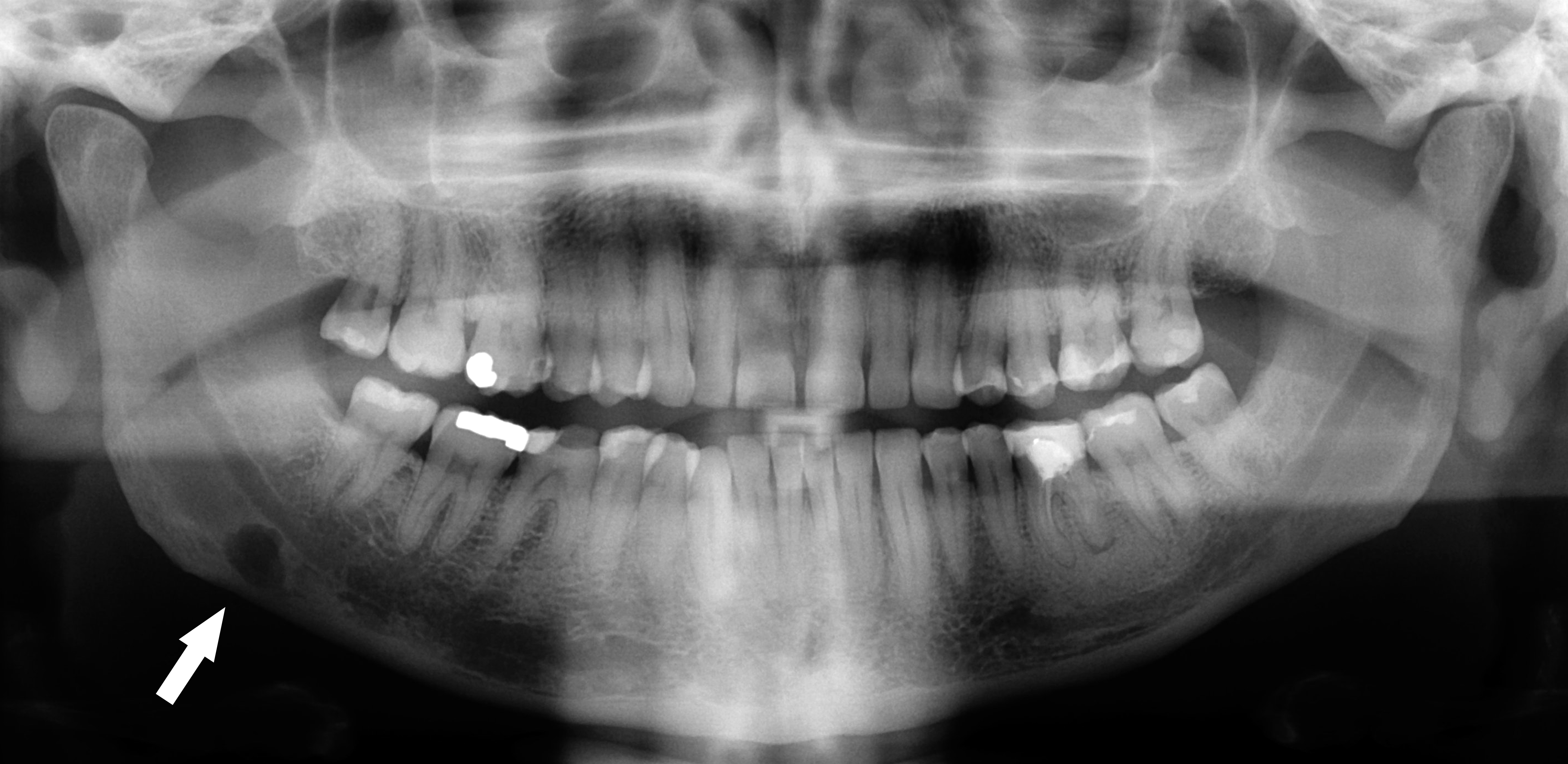
تصوير بانورامي للأسنان يظهر تجويف ستافني في الفك السفلي الأيمن، تحت القناة العصبية السنخية السفلية (مشار إليه، يظهر في أسفل يسار الصورة). تم أخذ هذا التصوير بالأشعة السينية للحصول على تقييم لضرس العقل، وعثر على تجويف ستافني صدفة..

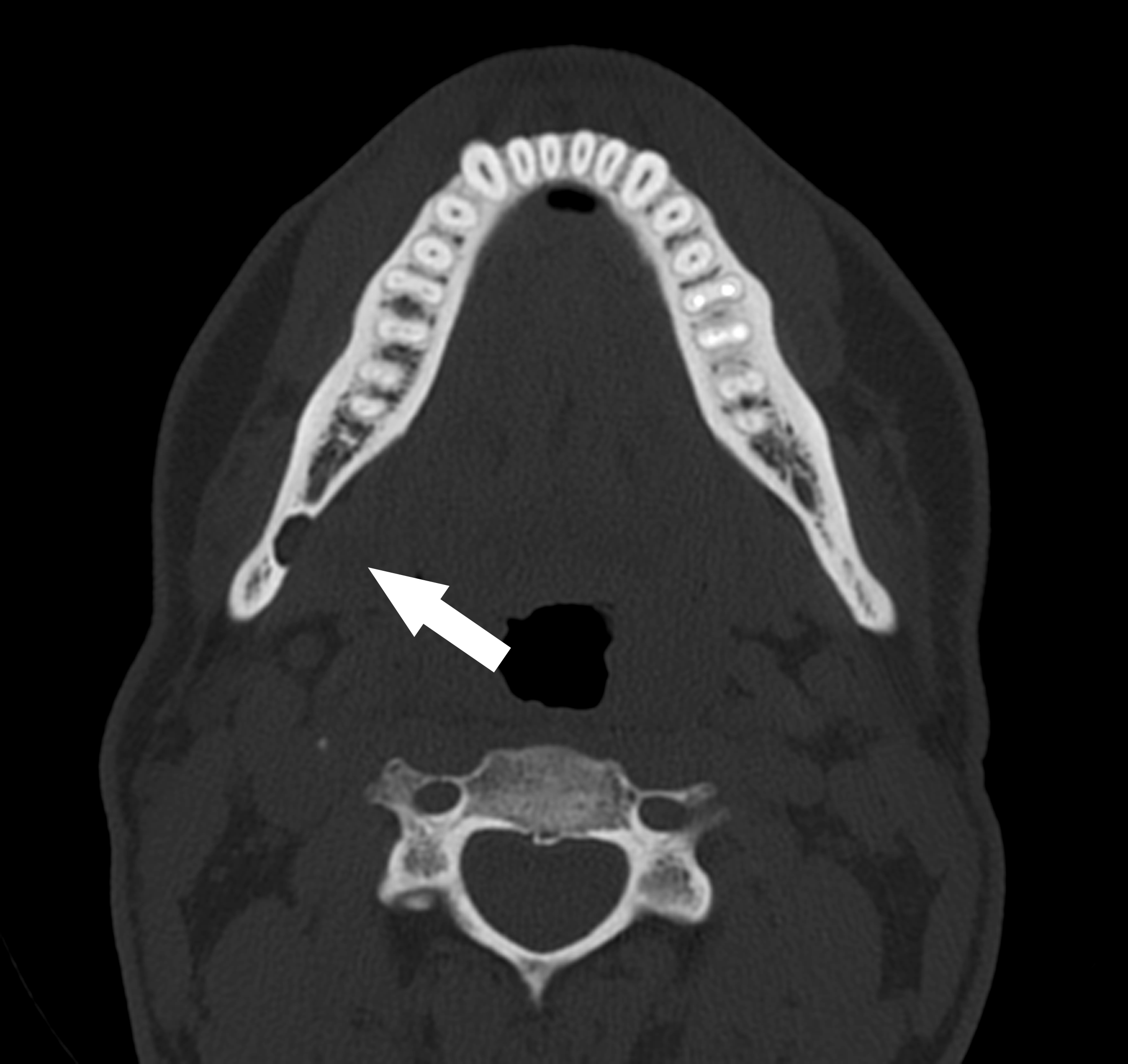
التصوير المقطعي المحوسب للشخص نفسه. يبدو تجويف ستافني تجويفًا مستديرًا بمقدار 1 سم في القشرة الوسطية للفك السفلي في الزاوية اليمنى للفك (مشار إليه).

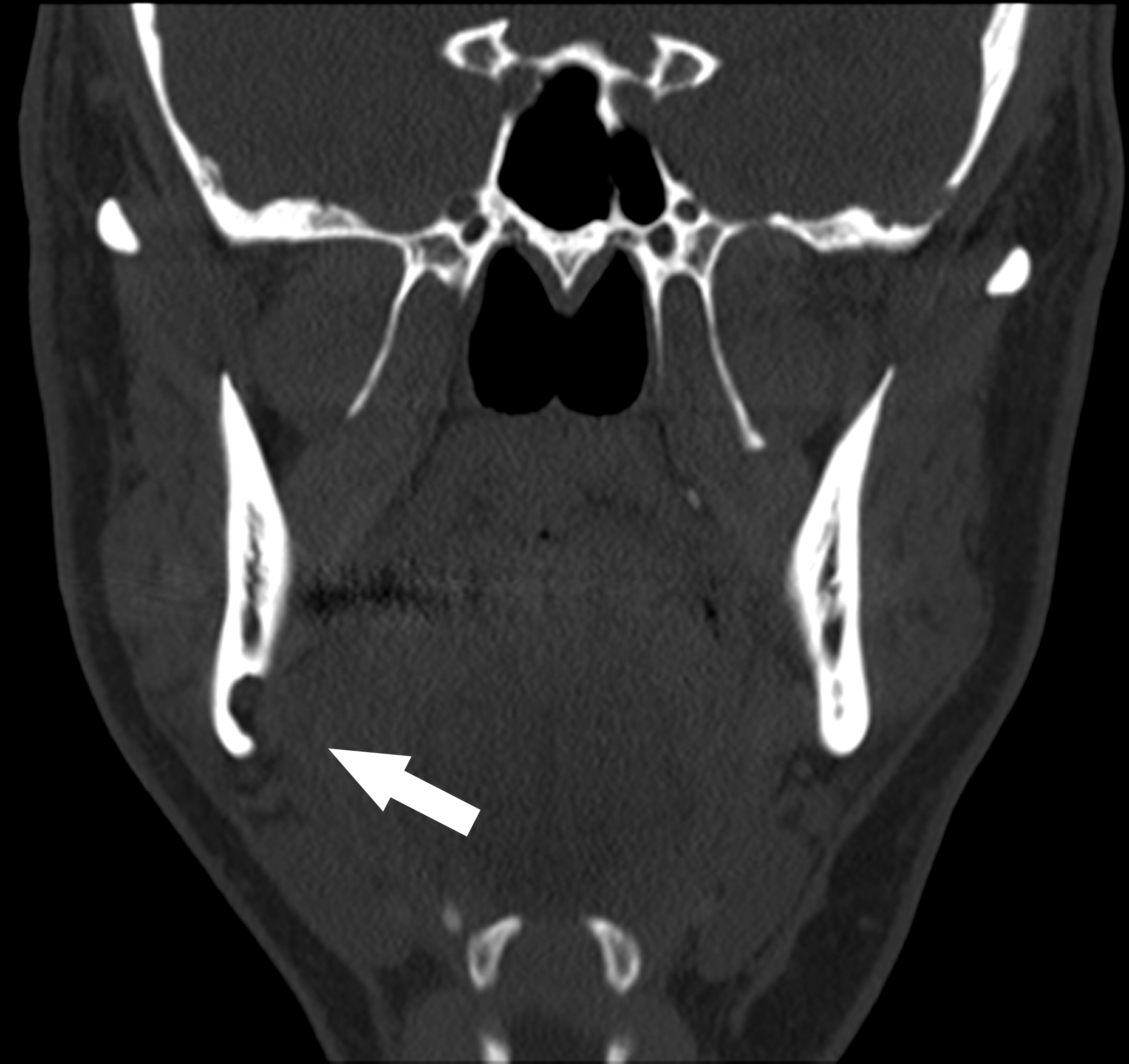
التصوير المقطعي التاجي للشخص نفسه (مشار لتجويف ستافني).

عيب ستافني (بالإنجليزية:Stafne defect) (يُعرف أيضًا باسم تجويف ستافني العظمي مجهول السبب، تجويف ستافني العظمي، كيس ستافني العظمي (اسم مغلوط)، تجويف الغدد اللعابية اللسانية في الفك السفلي، عيب الفك السفلي اللساني، الكيس العظمي الكامن، أو الكيس العظمي الثابت) هو تجويف في الفك السفلي على السطح اللسانى (الجانب الأقرب للسان). يُعتقد أن عيب ستافني هو تنوع تشريحي طبيعي، حيث يتم إنشاء التجويف بواسطة نسيج غدة لعابية منتبذ مرتبطة بـالغدة تحت الفك السفلي ولا تمثل آفة مرضية على هذا النحو.

## التصنيف
هي تصنف أنها كيس كاذب، حيث لا توجد بطانة من النسيج الطلائي أو محتوى سائل. عادة ما يتم تدارس هذا التجويف مع أكياس الفكين الأخرى، لأنه يمكن أن يكون مخطئا لمثل هذا على الصورة الشعاعية.

## العلامات والأعراض
لا توجد أعراض، ولا يمكن استنباط أي علامات عند الفحص. يتطلب التصوير طبي مثل التصوير الشعاعي التقليدي أو التصوير المقطعي لإظهار التجويف. عادة يكون التجويف أحادي الجانب، ولكن يمكن أن يكون ثنائيًا في بعض الأحيان.

## الأسباب
يُعتقد أن تجويف ستافني ناتج عن نسيج غدة لعابية منتبذ في الفك السفلي الذي يسبب إعادة تشكيل عظم اللوح القشري اللساني. نادرًا ما يكون التجويف محاط بالعظام تمامًا، وهكذا تم وضع النظرية بأنه كنتيجة لانحباس نسيج الغدة اللعابية داخل العظم. بشكل مماثل، ولكن أكثر ندرة، قد تكون موجودة في الجزء الأمامي من السطح اللساني للفك السفلي. ولا تسمى هذه بتجويف ستافني والذي يشير على وجه التحديد إلى الموقع الخلفي. قد تكون التجاويف الأمامية مرتبطة مع الغدة اللعابية تحت اللسان.

## التشخيص
عادة ما يتم اكتشاف تجويف ستافني عن طريق الصدفة خلال التصوير الشعاعي للأسنان الروتيني. في صورة الأشعة يظهر بشكل تجويف محدد أحادي مستدير منفذ للأشعة، يتراوح حجمه بين 1 و 3 سم، عادة بين العصب السنخي السفلي (IAN) والحدود السفلية للفك السفلي الخلفي بين الضروس وزاوية الفك. انها واحدة من عدد قليل من الآفات المشعة التي يمكن أن تحدث تحت العصب السنخي السفلي. الحدود محاطة بشكل جيد ولن يكون لها أي تأثير على الهياكل المحيطة. سيُظهر التصوير المقطعي المحوسب (CT) تجويفًا ضحلًا عبر القشرة الوسطية للفك السفلي مع حافة محاطة ولا توجد تشوهات في الأنسجة الرخوة، باستثناء جزء من الغدة تحت الفك السفلي. يمكن أن تخلق الأورام مثل السرطان الحرشفي الخلايا النقيلي إلى العقد اللمفاوية تحت الفك السفلي أو ورم الغدد اللعابية، مظهرًا مشابهًا ولكن نادرًا ما يكون لها حدود محددة بشكل جيد ويمكن عادةً أن يتم تحسسها في أرضية الفم أو مثلث تحت العنق تحت الفك السفلي ككتلة صلبة. التصوير المقطعي المحوسب والفحص السريري عادة ما يكون كافيا للتمييز بين هذا وتجويف ستافني. يميل تجويف ستافني أيضًا إلى عدم الزيادة في الحجم أو التغيير في المظهر الشعاعي بمرور الوقت (ومن هنا يأتي المصطلح "كيس عظمي ثابت")، ويمكن استخدام هذا للمساعدة في تأكيد التشخيص. لا يتطلب الأمر عادة خزعة من الأنسجة، ولكن إذا تم عملها فإن مظهر الأنسجة هو عادة أنسجة الغدة اللعابية الطبيعية. في بعض الأحيان تكشف عينة من تجويف ستافني عن تجويف خالٍ (ربما بسبب إزاحة الغدة في وقت أخذ الخزعة)، أو محتويات أخرى مثل الأوعية الدموية أو الدهون أو اللمف أو الأنسجة الضامة. قد يتطلب تجويف الفك السفلي اللساني الأمامي خزعة للتشخيص الصحيح في هذا المكان الغير عادي. قد يركب التجويف المنفذ للأشعة على الأسنان الأمامية السفلية ويحدث خطأ تشخيصي بأنه لآفة سنية المنشأ. في بعض الأحيان قد يقطع التجويف الحد السفلي للفك السفلي، وقد يكون جسه ممكن. قد يستخدم أحيانا تصوير القناة اللعابية للمساعدة في إظهار الأنسجة الغدة اللعابية داخل العظام.

## العلاج
لا يتطلب العلاج، ولكن يجب استبعاد العمليات الورمية (الأورام الخبيثة المنتقلة إلى العقد اللمفاوية تحت الفك السفلي و / أو أورام الغدد اللعابية). يتم ذلك عادةً عن طريق الفحص السريري والأشعة. بما أن التجويف يحتوي على نسيج الغدة اللعابية، فمن النادر جدًا أن تحدث أورام الغدد اللعابية داخل تجويف مكون ولكن من المحتمل ألا يكون هناك اختلاف في خطر الأورام في نسيج الغدد اللعابية في مواقع أخرى.

## علم الأوبئة
تجويف ستافني غير شائع، وقد تم الإبلاغ أنها قد تتكون ما بين سن 11 و 30 عامًا، (على الرغم من أنه عيب في النمو، فإنه لا يبدو أنه يكون موجود عند الولادة، مما يعني أن الآفة تتطور في سن متأخرة). عادة ما يكون العيب أحادي الجانب (من جانب واحد فقط) ويحدث عادة عند الرجال.

## تاريخ
تم وصف هذا الكيان لأول مرة في عام 1942 من قبل إدوارد س. ستافني. كان يعرف سابقا من قبل العديد من الأسماء، بما في ذلك الكيس العظمي الثابت، تجويف ستافني العظمي مجهول السبب، وتضمن الغدد اللعابية في الفك السفلي.
تم اكتشاف حالة مبكرة من عيب ستافني في رجل ذكر بالغ من القرن السابع قبل الميلاد من كلازوميناي Klazomenai، واحدة من 12 مدينة تابعة للرابطة الأيونية (الآن في تركيا الحديثة).